# Спроси себя
«Спроси себя» — советский двухсерийный телефильм 1976 года режиссёра Станислава Третьякова по одноимённой повести Семёна Клебанова.

## Сюжет
На сплавучастке происходит авария, сгорает общежитие, а вся древесина, приготовленная к отправке, уходит в реку. Начальник сплавучастка Щербак оказался на скамье подсудимых и берёт всю вину и ответственность за случившееся на себя, но отказывается от разъяснений и молчит. Судья Градова видит за его молчанием невыясненные обстоятельства. Но одновременно она узнаёт в подсудимом лётчика, который во время войны отказался вывезти её, тяжело раненную, в тыл… В ходе судебного разбирательства выясняются не только события недавнего, но и далёкого прошлого, а также характеры героев.

Судопроизводство всегда способно долго и прочно удерживать наш интерес к происходящим событиям. Сценарист и режиссер строят действие на заседаниях суда, прерываемых ретроспективными наплывами воспоминаний героев. Правда, кое о чем мы, опытные зрители, догадываемся раньше, чем члены суда. Но большой беды в этом нет: важен не только сюжет и его перипетии, не только «чем же это кончится?», но и скрытый за сюжетом диспут о нравственности. А он идёт своим чередом.— журнал «Нева», 1978

## В ролях
- Ия Саввина — Градова
- Пётр Вельяминов — Щербак
- Владимир Липпарт — Каныгин
- Августин Милованов — Бурцев
- Александр Денисов — Девяткин
- Борис Владомирский — Ларин
- Юрий Ступаков — Клинков
- Всеволод Платов — адвокат
- Валентин Белохвостик — прокурор
- Светлана Турова — секретарь
- Элеонора Шашкова — Ольга Щербак
- Степан Хацкевич — Лагун
- Анатолий Соловьёв — Назаров
- Юрий Горобец — Костров
- Николай Скоробогатов Евстигнеев
- Ростислав Шмырёв — Лужин
- Иван Жаров — Михейч
- Павел Кормунин — Башлыков